# 北京瑞安宾馆
北京瑞安宾馆，位于北京市东城区正义路7号，是隶属公安部机关服务中心的企业。

## 简介
北京瑞安宾馆的前身是公安部22号楼招待所。1998年1月25日，中华人民共和国国家计划委员会就中华人民共和国公安部发来的《关于调整客房价格的请示》（公服〔1997〕010号）作出《关于公安部22号楼招待所收费标准的复函》，根据公安部22号楼招待所装修改造之后的条件和服务水平，经商国务院机关事务管理局体改司，重新核定了该招待所客房基价。
北京瑞安宾馆于2008年4月16日在公安部22号楼（东长安街14号22楼）成立，税务登记日期为2008年5月7日，经营范围涉及住宿（内部接待用）、机动车公共停车场服务、汽车租赁。
2012年，公安部招待所及警察技能用房工程竣工。该工程获得北京市优质工程评审委员会评选为2013年度“北京市建筑长城杯工程金质奖”。公安部警察技能用房工程获2012-2013年度国家优质工程奖。新的公安部招待所大楼建成后，公安部招待所（北京瑞安宾馆）从公安部22号楼迁入该大楼。
2012年8月，公安部招待所原先所在的公安部22号楼被整体机械拆除。
2012年11月29日，在公安部下属的北京瑞安宾馆举办了“微政道——2012新浪政法微博年度高峰论坛”。